# Крамаровка (Изюмский район)
Крамаровка (укр. Крамарівка) — село,
Левковский сельский совет,
Изюмский район,
Харьковская область, Украина.
Код КОАТУУ — 6322886506. Население по переписи 2001 года составляет 290 (123/167 м/ж) человек.

## Географическое положение
Село Крамаровка находится на правом берегу реки Мокрый Изюмец, выше по течению на расстоянии в 2 км расположено село Искра, ниже по течению на расстоянии в 3 км — село Пимоновка, на противоположном берегу расположено село Федоровка.
Через село проходит железная дорога, станции Федоровка и Платформа 368 км.
Южная часть села раньше была селом Вербовка.

## Экономика
- Молочно-товарная ферма.

## Объекты социальной сферы
- Клуб.

## Достопримечательности
- Братская могила советских воинов и памятный знак воинам-односельчанам. Похоронено 182 воина.